# Автоматика ліквідації асинхронного режиму
Пристрої автоматичної ліквідації асинхронного режиму, АЛАР (англ. power swing blocking)  — вид пристроїв релейного захисту та протиаварійної автоматики, призначений для припинення асинхронного режиму функціонування енергосистеми (АР):112. Асинхронний режим характеризується стійкою різницею частот у відповідних частинах системи, великими струмами перетоку, які можуть перевищити струми короткого замикання і пошкодити обладнання енергосистеми, коливаннями або падінням напруги, може викликати каскадні вимкнення.

## Історія
У СРСР 50-60 рр. схеми енергосистем були відносно простими, де поділ енергосистеми на несинхронізовані фрагменти міг погіршити розвиток аварії, тому намагалися продовжити функціонування без поділу в надії на самостійну ресинхронізацію. Пристрої АЛАР будувались так, щоб не розривати з'єднання поки існує можливість досить швидкої синхронізації, натомість намагатися виправити небаланс потужності за рахунок різних заходів.  Однак після об'єднання енергосистем в Єдину енергетичну систему СРСР підхід до АЛАР змістився в напрямку розірвання ліній електропередач у визначених точках, щоб досягти ліквідації АР у першому ж періоді.:12-13

## Асинхронний режим функціонування енергосистеми
У нормальному режимі функціонування усі генератори в енергосистемі працюють синхронно. Якщо вектор електрорушійної сили (ЕРС) частини генераторів починає обертатися щодо векторів ЕРС решти енергосистеми, то такий режим називається асинхронним режимом роботи енергосистеми.

Модель двох генераторів, з'єднаних лінією електропередач, що використовується для опису асинхронного режиму роботи паралельної енергосистеми

Для опису АР використовується модель двох генераторів, з'єднаних лінією електропередач. Вона складається з генераторів G1 та G2, як мають ЕРС {\displaystyle E_{1}} та {\displaystyle E_{2}} і внутрішні імпеданси {\displaystyle Z_{1}} та {\displaystyle Z_{2}} відповідно, з'єднаних лінією з імпедансом {\displaystyle Z_{tl}}. Фаза {\displaystyle E_{2}} відносно {\displaystyle E_{1}} зсунута на кут {\displaystyle \delta }. {\displaystyle V_{1}}, {\displaystyle V_{2}} — напруги у місцях приєднання генераторів до лінії електропередачі.
Загальний імпеданс складає {\displaystyle Z_{T}=Z_{1}+Z_{tl}+Z_{2}}. Тоді потужність, що передається по лінії електропередачі, становить:
{\displaystyle P={\left\vert E_{1}\right\vert \left\vert E_{2}\right\vert  \over \left\vert Z_{T}\right\vert }\sin \delta }.
Струм АР за припущення {\displaystyle E_{1}=E_{2}=E} становить:
{\displaystyle I_{\text{ар}}={2E \over Z_{T}}\sin {\delta  \over 2}}.

Центр електричних хитань — точка у лінії, де напруга дорівнює нулю, коли кут між векторами напруг на кінцях лінії дорівнює 180°.

При АР у лінії електропередачі є точка, у якій при {\displaystyle \delta =180^{\circ }} мінімальна напруга {\displaystyle U_{\text{цех}}} падає до нуля. Така точка називається центром електричних хитань. Напруга у центрі електричних хитань становить:

Вектор напруги у центрі електричних хитань, коли вектори напруг та зсунуті на певний кут по фазі. У асинхронному режимі вектори та обертаються з різною швидкістю, тому значення кута зсуву змінюється в часі, а проходить значення від до нуля.

{\displaystyle U_{\text{цех}}=E\cos {\delta  \over 2}}.

## Виявлення асинхронного режиму
Головною проблемою у виявленні АР є необхідність відрізнити його від короткого замикання. При АР можуть спрацьовувати реле захисту по струму, що призводить до додаткової нестабільності в енергосистемі. Від АР слід також відрізняти режим синхронних хитань, коли {\displaystyle \delta <180^{\circ }}. Такі хитання затухають за 0,5—10 с завдяки демпферним обмоткам генераторів.
Перші ступені пристроїв АЛАР повинні виявляти АР на першому циклі та блокуватися в разі короткого замикання, а резервні ступені — після, як правило, двох-чотирьох циклів.

### Контроль видимого імпедансу

Зони захисту реле імпедансу. R — активний опір, X — реактивний опір, A — траєкторія імпедансу при, B — траєкторія імпедансу при, C — траєкторія імпедансу при.

Контроль видимого імпедансу виконується за допомогою реле імпедансу. На точках приєднання генераторів розраховується видимий імпеданс {\displaystyle Z={V_{1} \over I_{\text{ар}}}}. Видимий імпеданс пов'язаний з загальним імпедансом співвідношенням {\displaystyle Z={Z_{T} \over 2}cos{\delta  \over 2}}, і змінюється відносно повільно при АР. Реле імпедансу налаштовують таким чином, щоб виділялось дві вкладених зони спрацювання — внутрішня і зовнішня. При короткому замиканні видимий імпеданс падає швидко й одразу потрапляє у внутрішню зону. А при АР видимий імпеданс спочатку потрапляє у зовнішню зону. Якщо ж видимий імпеданс достатньо довго перетинає зовнішню зону і лише потім потрапляє у внутрішню, то фіксується АР, а захист від короткого замикання блокується.

### Неперервне обчислення зростання струму
Метод передбачає оцифрування миттєвих значень фазного струму та зберігання історії в буфері. Якщо при порівнянні поточного виміряного значення фазного струму зі значенням 2 цикли до того фіксується зростання струму більш ніж на 5 % від номінального струму протягом 3 циклів підряд, то фіксується АР.

### Безпосереднє вимірювання комплексних амплітуд
Вимірювання здійснюється за допомогою PMU, розташованих у різних частинах енергосистеми і синхронізованих в часі за сигналом GPS. Розраховується похідна від {\displaystyle \delta (t)}, за змінами якої судять про наявність синхронних хитань та настання АР.

### Контроль напруги центру електричних хитань
АР можна відслідковувати за змінами {\displaystyle U_{\text{цех}}}.
{\displaystyle {dU_{\text{цех}} \over dt}=-{E \over 2}sin\left({\delta  \over 2}\right){d\delta  \over dt}}.
У нормальному режимі роботи {\displaystyle U_{\text{цех}}} не змінюється.

## Ліквідація асинхронного режиму
Можливі два способи ліквідації АР:
- розділення енергосистеми на несинхронізовані фрагменти за допомогою ділильної автоматики(інші мови);
- якщо можлива тривала робота в асинхронному режимі, то в частині системи електропостачання з надлишком потужності зменшують збудження генераторів або вимикають окремі генератори, а в частині з дефіцитом потужності — збільшують навантаження турбіни, виконують швидкий пуск гідрогенераторів[8][11].

Після розділення енергосистеми внаслідок збільшення небалансу у обох фрагментах енергосистеми змінюється частота. У фрагменті з надлишком потужності вона зростає, а у фрагменті з дефіцитом потужності — падає. Це призводить до спрацювання автоматичного частотного розвантаження, за допомогою якого відновлюється стабільний режим функціонування обох фрагментів. Після повернення частоти в обох фрагментах до норми здійснюється повторна синхронізація фрагментів та об'єднання в єдину енергосистему за допомогою АПВ.